# Klaverbladknoop

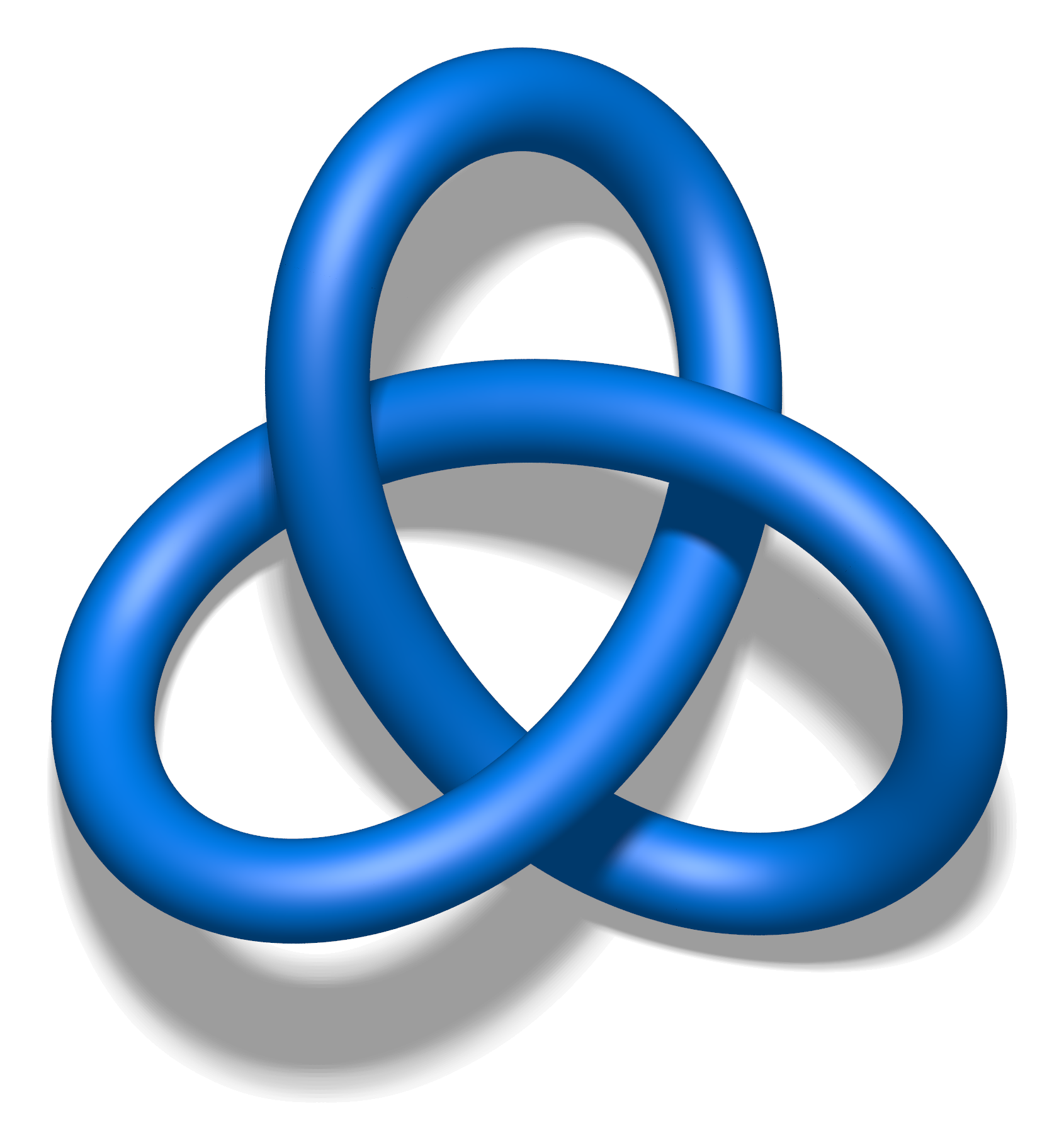
Typevoorbeeld van een klaverbladknoop.

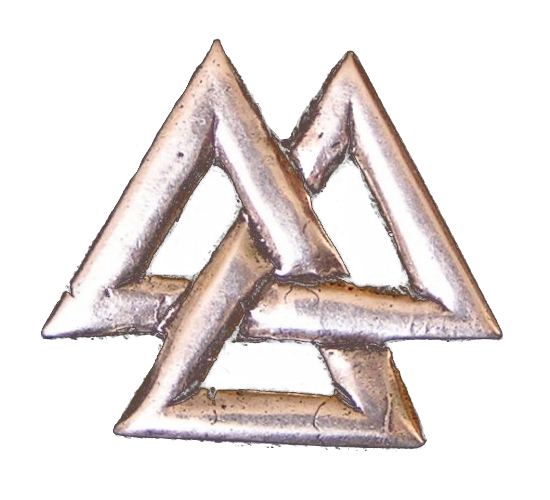
Valknut.

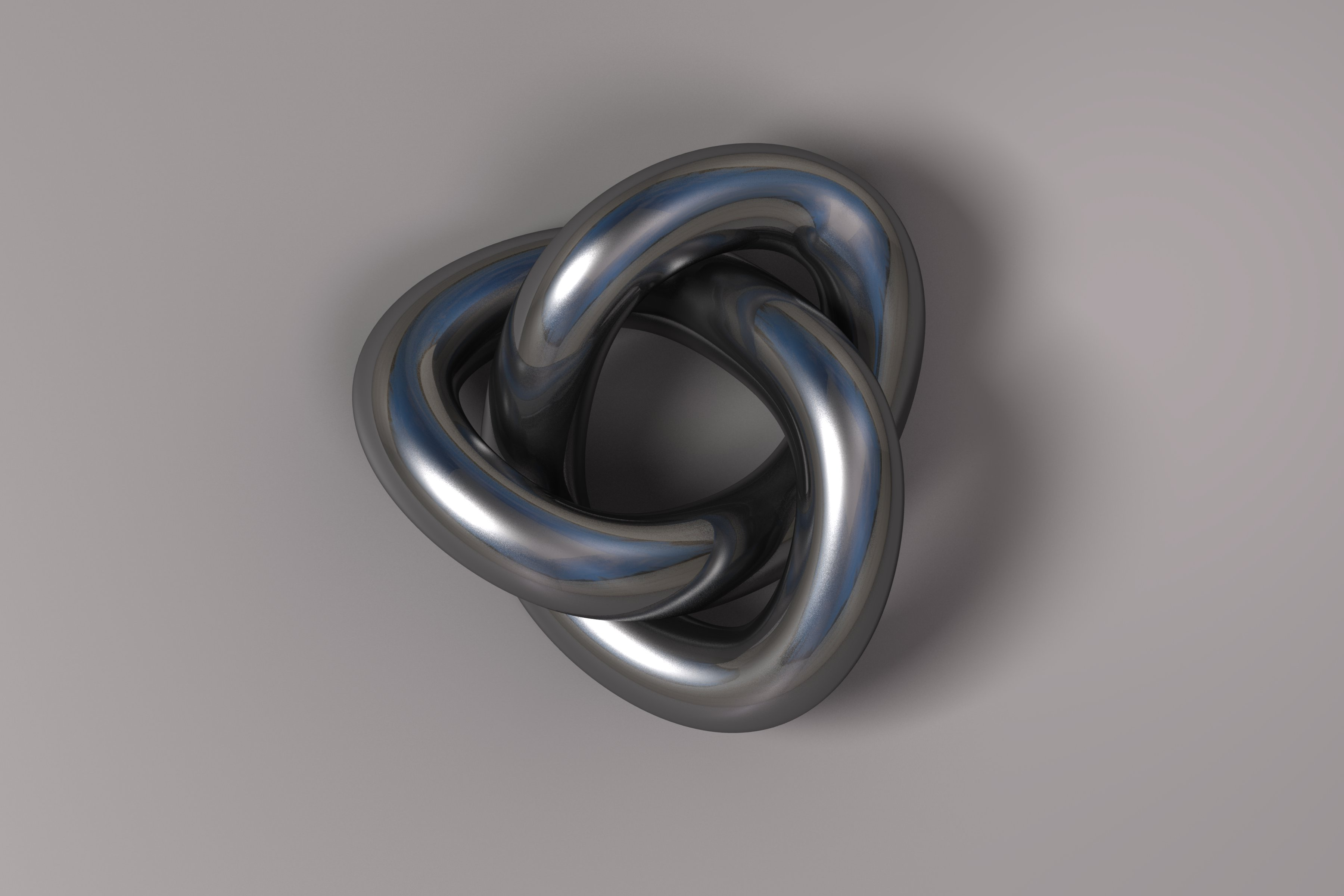
Rendering van een klaverbladknoop.

In de knopentheorie, een deelgebied van de topologie, is de klaverbladknoop de eenvoudigste niet-triviale knoop. De klaverbladknoop kan worden geconstrueerd door de losse einden van een overhandse knoop aan elkaar vast te maken. De klaverbladknoop kan als een (2,3) - torusknoop worden omschreven, en is de afsluiting van de tweestrengige vlecht σ1³. Het is ook de doorsnede van de eenheids 3-sfeer {\displaystyle S^{3}} in C² met het complexe gekromde vlak (een spits toelopende derdegraadsvergelijking) van nullen van de complexe veelterm
{\displaystyle z^{2}+w^{3}\,}